# Andesita basàltica
L'andesita basáltica és una roca volcànica negra que conté al voltant d'entre 52% i 55% de SiO₂ (vegeu Classificació TAS). És diferent del basalt i de l'andesita en un percentatge diferent de contingut de sílice. Els minerals en andesita basáltica inclouen olivina, augita i plagiòclasi.
L'andesita basáltica es pot trobar en volcans de tot el món, incloent en: 
- Andes d'Amèrica del Sud[2]
- Volcà Agua en Guatemala[3]
- Hegau o Donnersberg a Alemanya
- Mont Shasta i Three Sisters als Estats Units
- Trapps del Dècan a l'Índia